# حسين هاشم
حسين هاشم (1946 - 9 ديسمبر 2008) هو شاعر سوري.

## حياته ونشأته
- ولد في سلمية- حماة 1946.[3][4]
- يحمل أهلية التعليم الابتدائية.[5]
- مدرس متقاعد، ويشتغل بالزراعة.
- نشر قصائده الأولى في الصحف والمجلات السورية.[6]
- عضو اتحاد الكتاب العرب بدمشق، عضو جمعية الشعر.
- توفي في 9_12_2008 إثر مرض عضال

## مؤلفاته
1. أناشيد الفقراء، شعر 1976
2. وصارت تضيق بي الأرض، شعر 1982
3. وحيداً وعارياً كان يقف، شعر 1978
4. مطر لبلادي وقلبي، شعر 1992
5. عصفوران، قصص للأطفال 1993
6. غبش، شعر 2004
7. حقيبة الغياب، شعر 2007
8. مواجهات خاسرة، شعر 2007